# 矮性
矮性（わいせい、英: dwarf）は、動植物が近縁の生物の一般的な大きさよりも小形なまま成熟する性質を指す。主に園芸分野において、著しく草丈・樹高が低いことを指す用語として用いられる。遺伝的に矮性を示す矮性品種・矮性種も存在するが、矮化剤処理や接ぎ木によって人為的に矮化を行う例もある。
穀類において茎が短い場合は短稈（たんかん）と表現する（稈とは節があり中に空間がある茎）。

## 花卉園芸
花卉園芸では、30cm前後かそれ以内のものを指すことが多い。従来は、儀式や装飾用または佛花として茎の長い切り花の需要が多く、喜ばれていた。しかし、1960年代に団地などの高層住宅が増え、ベランダでも楽しめる、鉢植えやプランター用の草花の需要が急速に増え、また、公園や庭の花壇用にも、丈の低いもののほうが向いているため、矮性品種が急速に普及した。

## 矮性種・品種の例
60年代に流行したのは、ポットマムという、鉢植え用の中輪菊、トップミックス種という、ダリアの矮性種、ミニチュアローズなどであった。その後、よく知られている草花の大半に、矮性種・矮性品種がみられるようになり、本来は2m以上あるヒマワリにも、50cmほどの矮性品種が登場している。